# Leonard Carpenter
Leonard Carpenter   (Minneapolis, 28 de juliol de 1902 - Minneapolis, 15 de maig de 1994) fou un remer estatunidenc que va competir durant la dècada de 1920.
El 1924 va prendre part en els Jocs Olímpics de París, on guanyà la medalla d'or en la prova del vuit amb timoner del programa de rem.